# M-502
La M-502, también conocida como Carretera de Carabanchel a Aravaca, es una carretera de 5,310 km de longitud perteneciente a la Red Principal de la Comunidad de Madrid, que discurre entre las localidades de Madrid, en su enlace con la Autovía del Suroeste, y Pozuelo de Alarcón. La carretera se abre paso desde el barrio de madrileño Campamento, en el distrito de Latina, siguiendo el trazado de la Avenida de los Poblados. La línea ML2 del Metro Ligero de Madrid discurre paralela a la carretera desde su cabecera en el intercambiador de Colonia Jardín hasta el final de esta a su encuentro con la M-503.
El 12 de diciembre de 2011 la Consejería de Transportes e Infraestructuras de la Comunidad de Madrid proyecta la mejora del firme de la carretera M-502 del punto kilométrico 0 al 5,3 por un presupuesto final de 1.861.067,17 €.

## Tráfico
La intensidad media diaria alcanzó en 2011 la cifra de 33.957 vehículos al día en su tramo más concurrido, entre las intersecciones con M-511 y M-508. Con respecto a los datos de 2010 supone un descenso de 1000 vehículos diarios de media, un 3,2 % menos. Las cifras se sitúan ligeramente por debajo de las registradas en 2008 y 2009.
El detalle de la Intensidad Media Diaria del año 2011, según el "Estudio de Gestión del Tráfico en las carreteras de la Comunidad de Madrid" publicado por la Comunidad de Madrid, es el siguiente:
| KM.   | Intensidad media diaria | % vehículos pesados | Ubicación del P.K. de medición             |
| ----- | ----------------------- | ------------------- | ------------------------------------------ |
| 1,690 | 33.957                  | 3,76                | Entre las intersecciones con M-511 y M-508 |

## Salidas
| Número de Salida   | Nombre de Salida                                      | Carretera que enlaza      |
| ------------------ | ----------------------------------------------------- | ------------------------- |
| (Solo descendente) | Badajoz                                               | A-5 Autovía del Suroeste  |
|                    | Madrid. Boadilla del Monte. Ciudad de la Imagen       | M-511                     |
| Rotonda            | Colonia Los Ángeles. Urbanizaciones                   |                           |
| (Solo descendente) | Vía de servicio                                       |                           |
| Rotonda            | Urbanizaciones. R.T.V.E. Prado del Rey                |                           |
|                    | Húmera. Aravaca. Casa de Campo                        | M-508                     |
|                    | Vía de servicio. Somosaguas (Centro)                  |                           |
| Rotonda            | Somosaguas. La Finca                                  |                           |
| Rotonda            | Somosaguas. La Finca                                  |                           |
| (Solo ascendente)  | Vía de servicio. Somosaguas (Norte). Colegio Retamar  |                           |
| (Solo ascendente)  | M-30 Puente de los Franceses                          | M-503 Eje Madrid Noroeste |
| Rotonda            | A-6 M-30 Madrid. Pozuelo de Alarcón. M-40 Majadahonda | M-503 Eje Madrid Noroeste |